# Shavon Shields
Shavon O'Day Shields (Overland Park, 5 giugno 1994) è un cestista statunitense naturalizzato danese, che gioca come ala piccola nell’Olimpia Milano.

## Biografia
È il figlio di Will Shields, ex giocatore di football americano e membro della relativa Hall of Fame..
Shavon inizia la propria carriera italiana con la maglia della Dolomiti Energia Trento. Dopo un'ottima stagione coronata con una finale Scudetto si trasferisce al Baskonia. Qui disputa 2 stagioni condite da una Liga ACB vinta a porte chiuse, in una formula strana causata dalla pandemia di Covid_19 .
Poi l'arrivo all'Olimpia Milano con la quale raggiunge una Final Four di Eurolega e vince 3 campionati LBA, 2 Coppa Italia e una Supercoppa Italiana.

## Statistiche

### NCAA
| Anno      | Squadra         | PG  | PT  | MP   | TC%  | 3P%  | TL%  | RP  | AP  | PRP | SP  | PP   |
| --------- | --------------- | --- | --- | ---- | ---- | ---- | ---- | --- | --- | --- | --- | ---- |
| 2012-2013 | UNL Cornhuskers | 28  | 19  | 28,7 | 47,1 | 35,9 | 67,6 | 5,1 | 0,9 | 0,8 | 0,3 | 8,6  |
| 2013-2014 | UNL Cornhuskers | 32  | 32  | 32,6 | 44,3 | 31,6 | 72,1 | 5,8 | 1,6 | 0,9 | 0,3 | 12,8 |
| 2014-2015 | UNL Cornhuskers | 31  | 31  | 35,3 | 44,0 | 19,5 | 82,7 | 6,0 | 2,2 | 1,1 | 0,2 | 15,4 |
| 2015-2016 | UNL Cornhuskers | 30  | 30  | 30,7 | 47,0 | 36,4 | 76,9 | 5,1 | 2,7 | 1,3 | 0,3 | 16,8 |
| Carriera  | Carriera        | 121 | 112 | 31,9 | 45,5 | 29,6 | 75,9 | 5,5 | 1,8 | 1,0 | 0,3 | 13,5 |

#### Massimi in carriera
- Massimo di punti: 35 vs Nebraska-Omaha (25 novembre 2014)[4]
- Massimo di rimbalzi: 13 vs Michigan State (16 febbraio 2013)
- Massimo di assist: 8 vs Northwestern (3 febbraio 2015)
- Massimo di palle rubate: 4 (3 volte)
- Massimo di stoppate: 3 vs Georgia (24 novembre 2014)
- Massimo di minuti giocati: 46 vs Cincinnati (13 dicembre 2014)

### LBA

#### Regular Season
| Anno       | Squadra        | PG  | PT  | MP   | TC%  | 3P%  | TL%  | RP  | AP  | PRP | SP  | PP   |
| ---------- | -------------- | --- | --- | ---- | ---- | ---- | ---- | --- | --- | --- | --- | ---- |
| 2016-2017  | Aquila Trento  | 4   | 4   | 26,0 | 45,7 | 0,0  | 70,0 | 2,3 | 2,5 | 1,0 | 0,0 | 9,8  |
| 2017-2018  | Aquila Trento  | 28  | 27  | 27,0 | 48,8 | 34,6 | 77,0 | 3,5 | 2,5 | 1,0 | 0,1 | 12,6 |
| 2020-2021  | Olimpia Milano | 25  | 25  | 25,1 | 49,4 | 35,0 | 84,4 | 3,6 | 2,6 | 1,0 | 0,2 | 14,2 |
| 2021-2022† | Olimpia Milano | 17  | 17  | 22,6 | 47,3 | 38,5 | 80,6 | 3,9 | 2,1 | 0,5 | 0,2 | 10,8 |
| 2022-2023† | Olimpia Milano | 11  | 11  | 23,5 | 39,2 | 25,0 | 85,2 | 4,0 | 2,3 | 0,8 | 0,0 | 8,5  |
| 2023-2024† | Olimpia Milano | 25  | 25  | 26,4 | 43,7 | 40,3 | 83,3 | 3,8 | 3,0 | 1,0 | 0,1 | 13,4 |
| Carriera   | Carriera       | 110 | 109 | 25,4 | 46,7 | 36,1 | 81,4 | 3,7 | 2,6 | 0,9 | 0,1 | 12,4 |

#### Playoffs
| Anno     | Squadra        | PG | PT | MP   | TC%  | 3P%  | TL%  | RP  | AP  | PRP | SP  | PP   |
| -------- | -------------- | -- | -- | ---- | ---- | ---- | ---- | --- | --- | --- | --- | ---- |
| 2017     | Aquila Trento  | 14 | 14 | 29,5 | 45,5 | 33,3 | 78,9 | 3,6 | 2,1 | 1,6 | 0,3 | 10,1 |
| 2018     | Aquila Trento  | 14 | 14 | 29,1 | 47,3 | 34,0 | 78,4 | 3,9 | 2,3 | 1,0 | 0,1 | 16,8 |
| 2021     | Olimpia Milano | 8  | 8  | 27,6 | 47,0 | 42,9 | 80,6 | 3,8 | 1,9 | 1,0 | 0,0 | 14,8 |
| 2022†    | Olimpia Milano | 12 | 12 | 28,3 | 53,4 | 42,4 | 77,3 | 3,8 | 2,1 | 1,4 | 0,2 | 14,3 |
| 2023†    | Olimpia Milano | 14 | 14 | 28,7 | 46,9 | 37,9 | 83,3 | 4,2 | 1,9 | 1,1 | 0,1 | 14,2 |
| 2024†    | Olimpia Milano | 9  | 9  | 26,0 | 48,5 | 48,7 | 79,5 | 3,6 | 2,0 | 1,2 | 0,0 | 16,0 |
| Carriera | Carriera       | 71 | 71 | 28,4 | 48,1 | 39,6 | 79,6 | 3,8 | 2,1 | 1,2 | 0,1 | 14,2 |

### Eurolega
| Anno      | Squadra        | PG  | PT  | MP   | TC%  | 3P%  | TL%  | RP  | AP  | PRP | SP  | PP   |
| --------- | -------------- | --- | --- | ---- | ---- | ---- | ---- | --- | --- | --- | --- | ---- |
| 2018-2019 | Saski Baskonia | 33  | 30  | 24,5 | 50,2 | 35,6 | 88,3 | 2,8 | 1,1 | 0,6 | 0,1 | 9,8  |
| 2019-2020 | Saski Baskonia | 26  | 21  | 25,4 | 44,8 | 34,6 | 85,7 | 3,4 | 1,0 | 0,4 | 0,2 | 9,5  |
| 2020-2021 | Olimpia Milano | 36  | 17  | 26,8 | 51,1 | 43,2 | 83,8 | 4,0 | 1,4 | 1,1 | 0,2 | 13,8 |
| 2021-2022 | Olimpia Milano | 24  | 23  | 29,8 | 43,7 | 34,7 | 78,7 | 4,0 | 2,8 | 1,1 | 0,4 | 13,0 |
| 2022-2023 | Olimpia Milano | 10  | 8   | 21,9 | 40,3 | 34,5 | 81,8 | 2,4 | 2,2 | 0,7 | 0,1 | 8,2  |
| 2023-2024 | Olimpia Milano | 29  | 28  | 30,4 | 47,6 | 38,9 | 82,1 | 3,7 | 2,8 | 1,3 | 0,1 | 15,7 |
| 2024-2025 | Olimpia Milano | 28  | 28  | 27,3 | 53,2 | 42,2 | 72,7 | 3,6 | 2,6 | 0,7 | 0,0 | 12,0 |
| Carriera  | Carriera       | 186 | 155 | 27,0 | 53,8 | 38,5 | 81,5 | 3,5 | 1,9 | 0,9 | 0,2 | 12,1 |

### Eurocup
| Anno      | Squadra       | PG | PT | MP   | TC%  | 3P%  | TL%  | RP  | AP  | PRP | SP  | PP   |
| --------- | ------------- | -- | -- | ---- | ---- | ---- | ---- | --- | --- | --- | --- | ---- |
| 2017-2018 | Aquila Trento | 14 | 11 | 26,1 | 51,2 | 35,7 | 74,3 | 3,1 | 2,3 | 1,2 | 0,1 | 11,7 |
| Carriera  | Carriera      | 14 | 11 | 26,1 | 51,2 | 35,7 | 74,3 | 3,1 | 2,3 | 1,2 | 0,1 | 11,7 |

## Palmarès

### Squadra
- Campionato spagnolo: 1

Saski Baskonia: 2019-20
- Supercoppa italiana: 2

Olimpia Milano: 2020, 2024
- Coppa Italia: 2

Olimpia Milano: 2021, 2022
- Campionato italiano: 3

Olimpia Milano: 2021-22, 2022-23, 2023-24

### Individuale
- All-Euroleague Second Team: 2

Olimpia Milano: 2020-2021, 2021-22
- MVP finali Serie A: 1

Olimpia Milano: 2021-22